# Étrangers dans la Commune de Paris

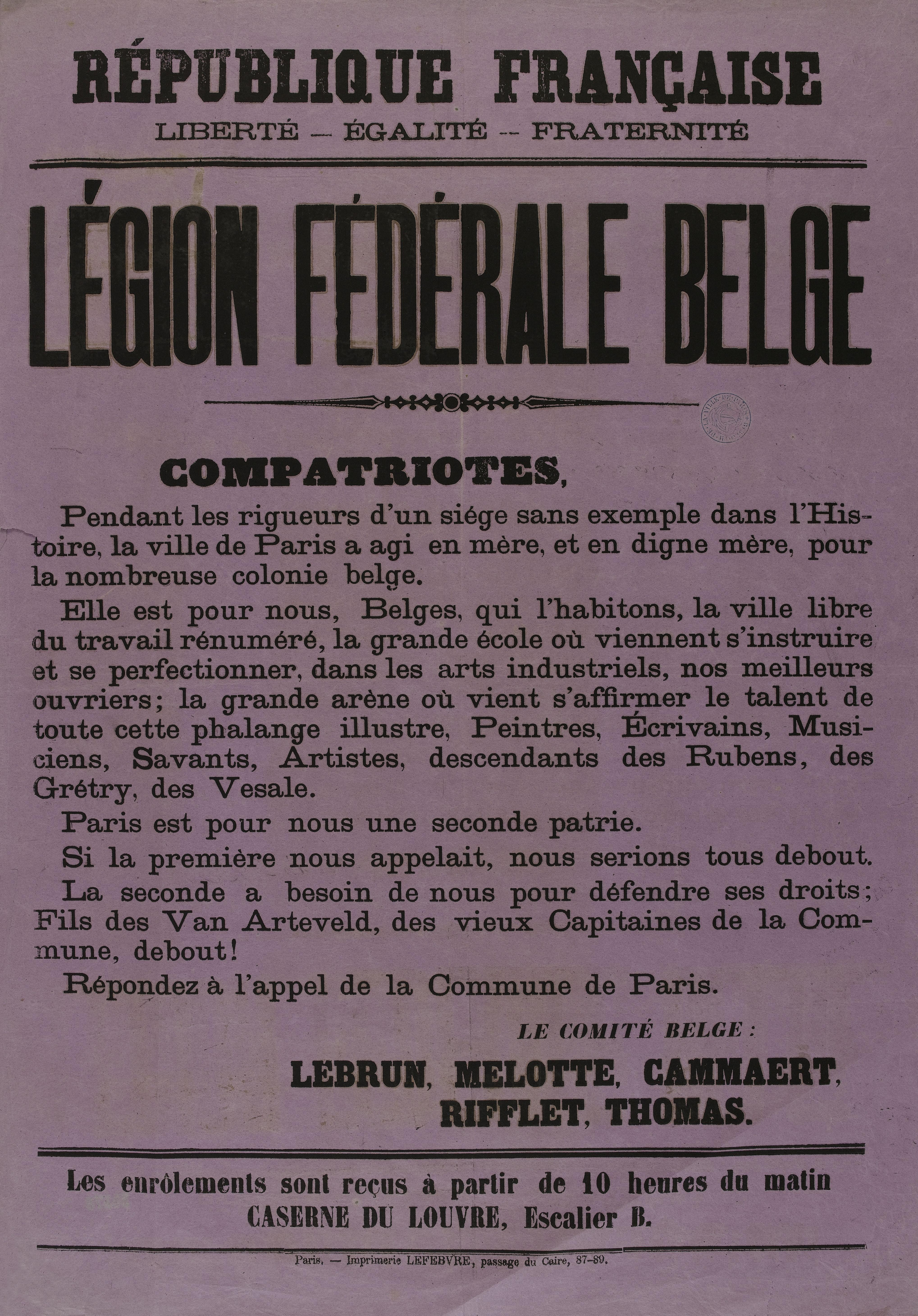
Appel à la mobilisation des Belges de Paris par la légion fédérale belge

Les Étrangers dans la Commune de Paris sont les personnes nées hors de France et qui ont pris part à la défense de la Commune de Paris. Un des aspects uniques de cette Commune repose sur le rôle majeur que plusieurs étrangers y ont tenu. On distingue différents types d'engagements en fonction de leur communauté d’origine, de leur but (militaire ou idéologique) ou de simples raisons familiales. Certains étrangers viennent rejoindre l'insurrection, une fois déclarée, dans un contexte d'internationalisme prolétarien. Les étrangers sont durement punis lors de la répression qui écrase la Commune.

## Définition
Que ce soit au cours des recensements avant celui de 1886 ou des jugements des tribunaux militaires après la répression de 1871, le lieu de naissance détermine la nationalité pour étudier les Étrangers dans la Commune de Paris.
La notion de l’étranger est cependant floue tant sur le plan juridique qu'au quotidien. Les Français eux-mêmes ne maîtrisent pas tous le français, de nombreux dialectes sont encore parlés et il existe des différences culturelles importantes entre la campagne et la ville.
Les quartiers populaires de Paris concentrent les populations étrangères : quartier de La Villette, quartier de Belleville, le Faubourg Saint-Antoine ou le 13e arrondissement. Trois types de populations s'y trouvent : immigrants étrangers, migrants internes et population ouvrière expulsée du Vieux Paris. Les habitants de Paris sont donc un mélange de classes et de races.

## Contexte

### Les Étrangers à Paris à la fin du Second Empire
Bien que ce nombre soit probablement imprécis, environ 104 074 étrangers vivent à Paris en 1866 alors que la population est de 2 000 000 d’habitants.
On distingue diverses communautés hétérogènes présentes à Paris pour des raisons variées et propre à l’époque. La communauté allemande est alors la plus importante et représente 70 000 personnes,. Une partie, qui habite le quartier de La Villette, est ouvrière et peu qualifiée. Ceux du Faubourg Saint-Antoine travaillent dans l’ébénisterie, la carrosserie, la chaussure tandis que ceux du quartier de Clignancourt sont employés dans la mécanique ou les chemins de fer. L'élite économique et financière se trouve dans le quartier de la Chaussée d’Antin. Les 45 000 Belges travaillent dans des métiers similaires aux Français, pour l'essentiel ouvriers. On décompte également 30 000 Suisses, des Italiens et des Luxembourgeois (18 000) en nombre plus faible.

### Les Versaillais et les étrangers
Pour la droite Versaillaise, l'Église et l’Armée, l’étranger est la source des malheurs de la France. Pour les militaires en particulier, c'est l'ennemi que l'on peut enfin massacrer au nom d'une revanche prise dans les rues de Paris. À ceci se superpose l’idée que les étrangers sont contrôlés par l'Internationale elle-même sous influence du Royaume de Prusse et du Royaume-Uni de Grande-Bretagne.
Pour le gouvernement de Versailles, que des Polonais, Italiens ou Belges soient nommés à des postes élevés lors de la Commune marque une trahison des intérêts français.
La présence d'étrangers communards leur permet de renforcer les stéréotypes sur les communards.
À l'issue de la reprise de Paris, la presse versaillaise s’acharne, à tort, à prouver que l'insurrection venait d'agitateurs étrangers, agents bonapartistes ou prussiens, pour le plus grand malheur de la France. Une terrible période de xénophobie s'ensuit.

## Traitement des étrangers par la Commune de Paris

### Principe
La Commune de Paris ouvre la citoyenneté aux étrangers : « Considérant que le drapeau de la commune est celui de la République universelle ; considérant que toute cité a le droit de donner le titre de citoyen aux étrangers qui la servent… ».

### Cas de la communauté allemande
Au cours de la guerre de 1870, les allemands sont expulsés de Paris. Lorsque l'armistice franco-allemand est signé, ceux-ci regagnent la capitale mais doivent faire face à une hostilité accrue notamment en raison du siège de Paris qui se termine le 28 janvier 1871. Cette hostilité semble diminuer durant la Commune mais les arrestations d'Allemands continuent sur le simple prétexte de leur nationalité.

## Participation aux événements de la Commune

### Topographie des étrangers communards
Le Dictionnaire du mouvement ouvrier Maitron recense 20 000 communards dont 672 sont étrangers (soit 3%). Ils sont moins présents que dans la population parisienne générale où ils sont 5% environ bien que ces estimations soit approximatives. Le plus gros contingent est formé par les Belges, puis les Polonais, les Italiens, les Luxembourgeois et les Suisses.
Les Suisses, les Belges, les Luxembourgeois sont des artisans et des journaliers des quartiers populaires de Paris tandis que les Polonais et les Italiens sont des militaires.
Quelques arabes participent également, en particulier comme zouaves.

### Influence politique
Léo Frankel est le seul élu étranger de la Commune de Paris au Conseil de la Commune où il est membre de la Commission du travail et de l'échange, puis de la Commission des finances.
L'un des premiers mouvements se réclamant ouvertement du féminisme de masse, l'Union des femmes pour la défense de Paris et les soins aux blessés qui devient l'Union des femmes est créé le 11 avril 1871, à Paris, par Nathalie Lemel et la russe Élisabeth Dmitrieff.
Anna Jaclard, socialiste russe, fonde avec André Léo le journal « La Sociale », et est membre du Comité de vigilance de Montmartre aux côtés de Louise Michel, Paule Minck et Sophie Poirier. Jaclard devient ambulancière en tant que membre de ce groupe.

### Influence militaire
116 étrangers sont des officiers des bataillons d’arrondissement de la Garde nationale. Ils sont élus par les soldats.
Jaroslaw Dombrowski est nommé commandant de la place de Paris. Il est responsable de la direction des opérations sur la rive droite. Le général Walery Wroblewski commandant en chef de la 3e armée dirige l’aile gauche.
La Commune reforme également le corps des Zouaves de la République dissout après la bataille de Sedan.

### Communards allemands
Le communard allemand typique semble avoir participé à la guerre franco-allemande de 1870 mais du côté français et continue à servir la Commune pour subvenir aux besoins de sa famille,,. Il faut aussi noter le caractère social de leur engagements, certains d'entre eux étant mariés ou voisins de communards,. Les conseils de guerre jugent sévèrement les étrangers. Les Allemands sont accusés d'espionnage et leurs demandes de grâce sont rejetées. Ce n'est qu'en 1880 où les lois d’amnistie leur permettent de bénéficier d’une remise de peine souvent jointe d’un arrêté d’expulsion.

### Communards Luxembourgeois
Comme les communards Allemands, ils se sont engagés dans la guerre franco-allemande de 1870, côté français, et servent la Commune pour subvenir aux besoins de leurs familles,. Cependant, ils sont plus sujets à avoir un casier judiciaire. Six Luxembourgeois sont officiers. Aucun communard luxembourgeois ne joue un rôle de premier plan mais ils seront eux aussi plus lourdement condamnés.
Ben Fayot parle de 200 communards luxembourgeois capturés, dont 50 auraient été condamné à des peines lourdes (exil en Nouvelle-Calédonie entre autres).

### Communards Polonais

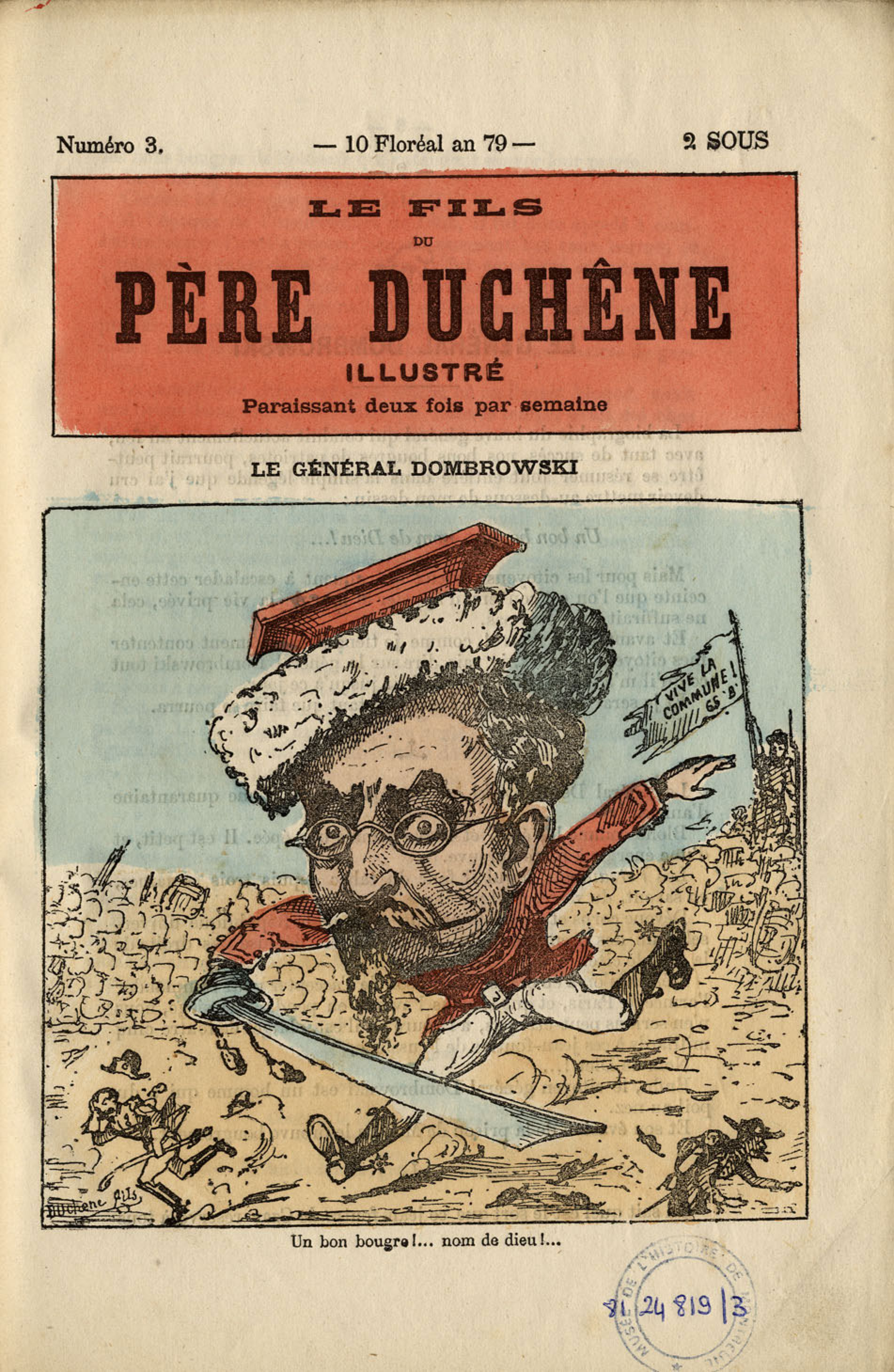
Le général Dombrowski, polonais, est en couverture du journal révolutionnaire Le Fils du Père Duchêne illustré paru le 30 avril 1871 dans Paris assiégé.

Parmi les Polonais, on distingue les exilés de l’insurrection de 1830, plutôt conservateurs et ceux de l’insurrection de 1861-1864, plus radicaux. Ils forment un groupe d'environ 1 200 émigrés, tous hommes. Entre 400 et 600 auraient pris part à la Commune,. Leur engagement est plus nationaliste car ils voient en la France le pays qui leur donne leur liberté et espèrent libérer la Pologne de l'occupation Prussienne. Dans ce cadre, leur rôle est majoritairement militaire.
Quatre Polonais reçoivent le grade de général: Jaroslaw Dombrowski, Walery Wroblewski, Auguste Okolowicz et Roman Tchernomski.
La frange conservatrice des Polonais se range du côté des versaillais et n’hésite pas à dénigrer le groupe de polonais précédent. Le prince Czartoryski se hâte de dissocier l'immigration polonaise engagée dans la Commune en plaidant que ce ne sont que de simples mercenaires.

### Communards Russes
La communauté russe de Paris est relativement petite, Anna Jaclard et Piotr Lavrov y habitent. Les Russes de la Commune viennent à Paris à la nouvelle de l'insurrection. Ainsi Élisabeth Dmitrieff est envoyée par Karl Marx.

### Communards Arabes
Bien que leur nombre soit faible, on note la présence de quelques communards Arabes. Anys al-Bitar, un syro-libanais est nommé par Élie Reclus au département des manuscrits de la Bibliothèque Nationale de France bien que ce ne soit pas sans difficultés.

## Migrations politiques
Des réfugiés politiques et des révolutionnaires de différents pays se joignirent à l'ideal social de la Commune, dans un esprit de lutte pour leur propre libération et pour celle de tous les exploités. L'internationalisme prolétarien représente la principale raison de cet engagement pour ces personnes.

## Répression
Les Étrangers ayant participé sont sévèrement punis par les conseils de guerre. Le capitaine Nicolas Garcin déclare à la Commission d'enquête sur les événements du 18 mars « Pendant le combat, tous ceux qui étaient pris les armes à la main étaient fusillés; il n'y avait pas de grâce ; tous ceux qui étaient Italiens, Polonais, Hollandais, Allemands étaient fusillés ».
1 725 étrangers environ sont arrêtés, essentiellement des hommes, soit environ 5% des 36 309 condamnés. 757 Belges, 215 Italiens, 201 Suisses, 154 Hollandais, 110 Polonais, 100 Allemands, pour les plus gros contingents.
1 236 d'entre eux obtiennent un non-lieu (1 205 hommes, 19 femmes, 12 enfants). 62 sont expulsés de France et 436 jugés.

## Importance des Étrangers pendant la Commune
Il est certain qu'un bon nombre d'étrangers se sont joints à la Commune par solidarité pour les travailleurs parisiens. D’ailleurs, plusieurs étrangers y ont tenu un rôle majeur donnant à la Commune un de ses traits unique. Cependant, la Commune est davantage le fruit des ouvriers parisiens bien que tout comme eux ils partageaient le même quotidien.

## Galerie des Étrangers de la Commune

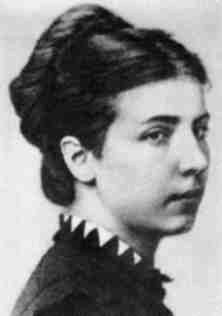
Élisabeth Dmitrieff
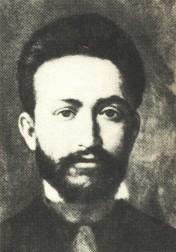
Léo Frankel
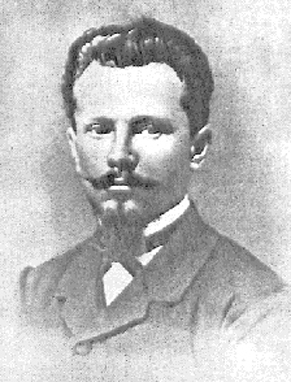
Jaroslaw Dombrowski
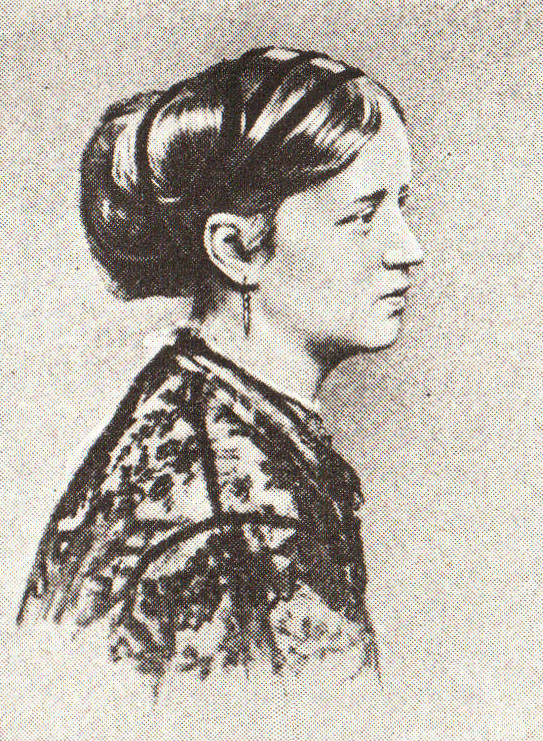
Anna Jaclard